# Médiation internationale
Une médiation est nommée médiation internationale lorsque des binationaux sont concernés.
La médiation est internationale lorsque des binationaux sont concernés. un mode alternatif de règlement des conflits qui naissent entre les personnes physiques ou entre personnes morales de nationalités différentes. L’ambition  de rechercher une solution d'un différend autrement que par une décision judiciaire était déjà pratiquée dans différents pays. Les modes alternatifs de résolution des différends comme l’arbitrage et la médiation ont été antérieurement utilisés mais, cette science aujourd’hui s’est modernisée avec des techniques beaucoup plus adaptées aux réalités du monde des affaires notamment en matière contractuelle. Les recours à la médiation se sont accentués dès lors que les parties recourent de plus en plus à la convention en introduisant dans les contrats les clauses attributives de juridiction ou d’arbitrage comme un instrument d’anticipation du règlement de leur éventuel conflit.
Qu'il s'agisse de personnes physiques de nationalités différentes impliquées dans un conflit civil ou de personnes morales (non pour des raisons commerciales), un système d'aide au règlement peut être mis en place. Selon Charpenel, dans sa présentation de la médiation pénale, la procédure pénale elle-même, qui est pourtant présentée, traditionnellement, comme une procédure nécessaire juridictionnelle, au surplus de type inquisitoire, n'a pas échappé aux séductions de cette <<justice alternative>> de cette justice douce qui, comme la médecine du même nom, ne manque pas d’attraits. Pour Charpenel l’évolution de cette justice douce est toujours en cours, il y a des réflexions sur le terrain même du contentieux administratif.
On pourrait chercher les prémices de cette discipline et pensée chez le penseur James Mackintosh selon certains des premiers promoteur de celle-ci.

## Médiation en tant que science
L'étude de la médiation comme science s’est développée en plusieurs étapes. Tout d’abord, des auteurs comme Johan Galtung Kenneth E. Boulding ou John Burton ont initié les études sur la paix "peace studies" au sortir de la Seconde Guerre mondiale. Mais c’est essentiellement dans les années 1970 que les travaux d’auteurs comme Oran Young Jacob Bercovitch I. William Zartman, ou encore Christopher Mitchell ont contribué à structurer la médiation internationale comme un champ de recherche scientifique à part entière. Les revues académiques en langue anglaise ont participé à l'essor  des études sur la médiation internationale.
En 2007, la médiation civile, familiale et commerciale, se développe de plus en plus ; elle connait même des encouragements par les institutions nationales et internationales.
Il existe des structures dans de nombreux pays pour favoriser les interventions des médiateurs, telle la MAMIF en France, quoique leur fonctionnement puisse parfois laisser dubitatif en matière d'impartialité, de neutralité et de confidentialité.

### La médiation en France et aux États-Unis
En France, la médiation en matière pénale est un phénomène récent, si l’on se réfère aux expériences nord-américaines car les premiers projets sont apparus au milieu des années 1980, alors qu'il est de coutume de dater la première expérience canadienne en 1974. Mais la médiation ne se limite pas simplement au domaine pénal, cette forme de résolution des conflits se développe aussi dans le secteur de la famille, la consommation, le travail. Aux États-Unis, ce mouvement d'expérimentation deviendra un véritable phénomène social aux formes multiples que l’on désignera sous le terme << d'Alternative Dispute Résolution >> (ADR). La création de la première expérience de médiation à Columbus dans l'Ohio aux États-Unis datant de 1969.

### En Afrique OHADA (organisation pour l’harmonisation en Afrique du droit des affaires)
En outre la médiation occupe une place importante dans les règlements de conflits en Afrique particulièrement en droit OHADA. En effet le législateur cherche un mode de règlement des conflits qui soit adapté à la volonté des parties afin d'éviter de long et couteux procès. Le traité OHADA a adopté le 23 novembre 2017 l’acte uniforme relatif à la médiation. Que ce soit sur le plan commercial, économique ou social on semble de plus en plus se tourner vers l’apaisement des conflits. Ce nouveau texte vient pallier le vide législatif qui existait dans la plupart des États membres de l'OHADA sur la médiation, mode amiable de règlement des différends. Sur ce point le législateur OHADA s’est inspiré de la loi-type CNUDIC sur la conciliation commerciale, l'OHADA par là va adopter une définition large, il la définit comme << tout processus, quelle que soit son appellation, dans lequel les parties demandent à un tiers de les aider à parvenir à un règlement amiable d’un litige, d’un rapport conflictuel ou d’un désaccord impliquant des personnes physiques ou morales, y compris des personnes des entités publiques ou des États>>.
Aujourd’hui, la médiation occupe une place importante dans les juridictions des États, en ce qu'il constitue un système d’aide au règlement des conflits tout en évitant les procès aux justiciables. En effet, dans les affaires commerciales, il est demandé un certain nombre de souplesse, de rapidité et de simplicité dans le règlement des différends qui naissent entre les commerçants.

## Comment engager une médiation internationale
La médiation institutionnelle est engagée par les parties conjointement ou sur l'initiative de l'une d'entre elles avec l'appui d'un centre de médiation. La médiation ad hoc  est une médiation qui est organisée par les parties elles-mêmes avec l'appui de leurs conseils.
Dans l’hypothèse de la mise en œuvre d'une médiation ad hoc, les parties décident de ne pas recourir à un centre de médiation. Le cas échéant, il est conseillé de faire établir entre elles un accord préalable rappelant les règles essentielles de la procédure (confidentialité, rôle du médiateur, durée de la médiation, suspension et fin du processus). En revanche dans une médiation institutionnelle, les centres institution de médiation aident les parties à organiser la médiation en leur apportant : une réglementation qui leur garantit la tenue de celle-ci, une assistance dans la sélection et la désignation du médiateur, un soutien logistique dans l'organisation de la procédure, dans la gestion administratif de la procédure, dans la tarification des couts de procédure. En outre le médiateur peut être choisi soit: par les parties elles-mêmes, soit par l'intermédiaire de leurs conseils, soit par l'intermédiaire d'une association de médiation qui propose une liste de médiateurs.

### Objet de la clause
La clause de conciliation a une nature hybride puisque si elle est contractuelle, son objet est juridictionnel. Elle n’est pas une clause contractuelle comme une autre. Clause portant sur le litige, elle ne vise pas certains auteurs de dire qu'elle est, à l’instar de la clause compromissoire, séparable du contrat. L’objet porte essentiellement  sur l’action en justice qu'il sera nécessaire de vérifier la validité. En effet la clause de conciliation doit être licite et encore faut-il quelle ait été librement consentie de maniéré libre et éclairée.

## Les raisons de l’évolution de la médiation internationale
- La recherche de la paix: post guerre froide (stratégie de résolution des conflits).
- Mode de résolution adaptée à des conflits interétatiques.
- Une résolution des conflits sur mesure entre les personnes physiques ou morales lorsque existe un élément d’extranéité.
- Le maintien des relations paisibles entre les États, et entre les individus
- Le chapitre VI de la charte des Nations Unies dans son article 33, que les parties à un différend doivent rechercher une solution pacifique notamment << par voie de négociation, d’enquête, de médiation, de conciliation, d’arbitrage de règlement judiciaire, de recours aux organismes ou accords régionaux ou par d’autres moyens pacifiques de leur choix >>.

### La médiation internationale et les autres modes alternatifs de résolution des conflits
- Médiation internationale: mode de règlement juridictionnel des différends internationaux consistant dans l’interposition d'une tierce personne, qui favorise des échanges entre parties et propose une solution[8].

- Arbitrage internationale: mode de règlement juridictionnel des différends interétatiques et transnationaux par des arbitres, choisis par les parties, chargés de rendre une décision revêtue de l'autorité de chose jugée[8].
- Conciliation internationale: mode de règlement pacifique des différends internationaux consistant dans l’intervention d'une commission chargée, en mettant en œuvre une procédure contradictoire, d’examiner l’affaire et de proposer une solution[8].

#### Conventions internationales et textes de références
Le nombre de conventions est important. Il évolue selon les relations d'entente entre les États relativement à la reconnaissance des droits des personnes et du recours à la médiation.
- Convention de La Haye du 25 octobre 1980 [9]

- Liste des États liés à la France pour une coopération administrative et judiciaire sur les déplacements illicites des enfants : Union Européenne, Algérie, Allemagne, Argentine, Australie, Autriche, Bahamas, Belgique, Belize, Bénin, Bosnie-Herzégovine, Brésil, Bulgarie, Burkina Faso, Canada, Chili, Chine, Chypre, Congo (Brazzaville), Croatie, Danemark, Djibouti, Espagne, Égypte, Estonie, Estonie, États-Unis, Finlande, Grèce, Hongrie, Irlande, Islande, Israël, Italie, Lettonie, Liban, Liechtenstein, Lituanie, Luxembourg, Macédoine, Malte, Maroc, Maurice, Mexique, Moldavie, Monaco, Niger, Norvège, Nouvelle-Zélande, Pays-Bas, Pologne, Portugal, République Tchèque, Roumanie, Royaume-Uni, Sénégal, Serbie-Monténégro, Slovaquie, Slovénie, Suède, Suisse, Tchad, Togo, Tunisie, Turquie, Venezuela[10].

- Convention de Luxembourg du 20 mai 1980 (conclu au sein du Conseil de l'Europe)[11].
- Règlement Européen dit "Bruxelles II bis" [12] relatif notamment à la responsabilité parentale.
- Convention de New York du 24 novembre 1989[13].
- Conventions bilatérales : Algérie, Autriche, Bénin, Brésil, Canada, Congo, Djibouti, Égypte, Hongrie, Liban, Maroc, Niger, Portugal, République Tchèque, Sénégal, Slovaquie, Tchad, Togo, Tunisie[10]